# Horst Stobbe (Ruderer)
Horst Stobbe (* 31. Januar 1934 in Essen) ist ein ehemaliger deutscher Ruderer.

## Biografie
Horst Stobbe wurde 1956 und 1957 Deutscher Meister mit dem Vierer ohne Steuermann.
Bei den Olympischen Spielen 1956 in Melbourne startete er mit Wilhelm Montag, Manfred Fitze und Gunther Kaschlun in der Vierer-ohne-Steuermann-Regatta. Das Quartett schied jedoch im Halbfinale aus und wurde am Ende Fünfter. Bei den Europameisterschaften in Bled hatte das Boot zuvor die Bronzemedaille gewonnen. Ein Jahr später wurde die Crew des ETuF Essen Europameister. Dabei wurde Manfred Fitze durch Christian Stewens ersetzt. Dank diesem Erfolg wurden die vier Ruderer mit dem Silbernen Lorbeerblatt ausgezeichnet.